# Faustí II
Faustin Edmond Wirkus (Pittston, Pennsilvània, Estats Units, 16 de novembre de 1896-Brooklyn, Nou York, 8 d'octubre de 1945) va ser un militar nord-americà, proclamat rei de la illa haitiana de la Gonâve amb el nom de Faustí II.
Els seus pares eren immigrants polonesos. El 1914 es va unir als marines, va participar en la intervenció nord-americana a Haití el 1915, va ser sergent a Cuba, i el 1919 va ser novament destinat a Haití.
El 1925 Faustin Wirkus va ser nomenat comandant de l'estació de l'Illa de la Gonâve, que tenia 12.000 habitants, organitzats en deu "societats Congo", cadascuna amb la seva reina, i una reina suprema, Timemenne. Quan es va saber que el nou comandant es deia Faustino, la hougan (hechicera) de Timemenne va declarar que Wirkus era la reencarnació de l'emperador haitià Faustí I. Timemenne va proclamar a Wirkus rei de la Gonâve i li va lliurar les banderes que simbolitzaven la seva autoritat. No obstant això, el govern de Port-au-Prince va considerar que era inadmissible la idea d'un rei al territori haitià i el 1929 va obligar a Faustí II a abandonar La Gonâve.